# Jerzy Kociatkiewicz
Jerzy Stanisław Kociatkiewicz (ur. 1 maja 1975 w Warszawie) – polski socjolog, nauczyciel akademicki, doktor habilitowany nauk humanistycznych, specjalista w zakresie socjologii organizacji i zarządzania zasobami ludzkimi.

## Życiorys
Absolwent VI Liceum Ogólnokształcącego im. Tadeusza Reytana w Warszawie (1994) oraz studiów wyższych z zakresu organizacji i zarządzania na Wydziale Zarządzania Uniwersytetu Warszawskiego (1998). 25 lutego 2004 roku, po ukończeniu studiów doktoranckich (1998–2003), uzyskał stopień naukowy doktora na podstawie rozprawy The Social Construction of Space in a Computerized Environment, obronionej w Instytucie Filozofii i Socjologii Polskiej Akademii Nauk, a 18 września 2013 roku habilitował się na Wydziale Zarządzania i Komunikacji Społecznej Uniwersytetu Jagiellońskiego na podstawie dorobku naukowego oraz cyklu artykułów Zarządzanie doświadczeniem.
W latach 2004–2007 pracował jako nauczyciel akademicki w Växjö University w Szwecji, w latach 2007–2012 w University of Essex w Wielkiej Brytanii, a w latach 2013–2019 w University of Sheffield w Wielkiej Brytanii. Od 2019 profesor zarządzania zasobami ludzkimi (Human Resource Management) w Institut Mines-Télécom Business School we Francji.
Autor artykułów publikowanych w czasopismach naukowych (m.in. „Organization Studies”, „Human Relations” i „Annals of Tourism Research”), współautor, wraz z Zygmuntem Baumanem, Ireną Bauman i Moniką Kosterą, książki Management in a Liquid Modern World (Cambridge UK 2015, ISBN 978-1-5095-0221-9), wyd. polskie Zarządzanie w płynnej nowoczesności (Warszawa 2017, ISBN 978-83-62418-75-6, tłum. Agnieszka Rasmus-Zgorzelska).